# آبغوشت
آبغوشت (بالفارسية: آبگوشت، تنطق [ɒːbˈɡuːʃt] وتعني حرفيًا "مرق اللحم") هو حساء إيراني تقليدي. يُعرف أيضًا باسم ديزي (بالفارسية: دیزی) ويشير إلى الأواني الحجرية التقليدية التي يُقدم فيها. يوصف أحيانًا بأنه حساء فارسي شهي محضر من لحم الضأن ويكثف بالحمص.

## التحضير
يُصنع آبغوشت عادةً من لحم الضأن، الحمص، الفاصوليا البيضاء، البصل، البطاطا، الطماطم، الكركم، والليمون المجفف.
هنالك طرق مختلفة لإعداد الطبق بالاعتماد على نوع الفاصوليا المستخدمة، مث
ل الفاصوليا الحمراء واللوبياء. يتم طهي المكونات حتى تنضج، ثم يُصفى المرق وتُهرس المكونات الصلبة لتصبح گوشت كوبیده (بالفارسية: گوشت كوبیده بمعنى اللحم المهروس) والتي تؤكل عادة على مرحلتين؛ في المرحلة الأولى يتم تناول المرق مع قطع من الخبز، ثم يتم تناول باقي المكونات بعد هرسها مع الخبز والبصل والمخللات والخضروات. الطبق الأذربيجاني الشهير پیتی هو نوع من آبغوشت، ويتضمن العديد من الأطباق المشابهة في المنطقة.

## الاختلافات

### آبغوشت الآشوري
في مناطق الشمال الغربي من إيران، خاصة حول مدينة أرومية، يُعد الآشوريون آبغوشت باستخدام لحم البقر والليمون والحمص والفاصوليا الحمراء، ويُقدم في مرق بالليمون مع البطاطس، ويؤكل بجانب البصل وخبز لافاشا الآشوري. يُحضّر الآشوريون آبغوشت عادةً في فصل الشتاء. يُنطق الاسم محليًا "آبغوش" بدون حرف التاء (ܐܒܓܘܫ).

### آبغوشت الأرمني
يشبه الطبق في أرمينيا طبق آبغوشت الإيراني، إلا أن الاختلاف الأساسي يكمن في استخدام لحم البقر بدلاً من لحم الضأن.

### پیتی
هو نوع من آبغوشت يُحضر في مطابخ منطقة القوقاز وآسيا الوسطى، ويُعرف بأسماء مثل پوتوك.